# Gairo (Morogoro)
Gairo es un valiato de Tanzania perteneciente a la región de Morogoro.
En 2012, el valiato tenía una población de 193 011 habitantes, de los cuales 33 209 vivían en la kata de Gairo.
El valiato se ubica en la esquina noroccidental de la región, limitando con las regiones vecinas de Dodoma, Manyara y Tanga. La localidad se ubica sobre la carretera B129, a medio camino entre Morogoro y Dodoma.

## Subdivisiones
Se divide en las siguientes 11 katas:
- Chagongwe
- Chakwale
- Chanjale
- Gairo
- Idibo
- Iyogwe
- Kibedya
- Mandege
- Msingisi
- Nongwe
- Rubeho